# Ophthalmoblysis
Ophthalmoblysis là một chi bướm đêm thuộc họ Geometridae.